# Janthecla cydonia
Janthecla cydonia is een vlinder uit de familie van de Lycaenidae. De wetenschappelijke naam van de soort werd als Thecla cydonia in 1890 gepubliceerd door Hamilton Herbert Druce.